# Mirza coquereli
Мишачий лемур Кокерела (англ. Coquerel's Dwarf Lemur (Mirza coquereli)) — невеликий нічний лемур, ендемік Мадагаскару.

## Опис
Довжина тулуба разом з головою становить близько 20 см, хвоста 33 см. Маса — 300 г. Статева зрілість настає на 2 роки. Шлюбний сезон приурочений до жовтня, вагітність триває 3 місяці, дитинчата (1-4) народжуються в січні. Самка приносить потомство щорічно. Самка піклується про дитинчат і переносить їх в зубах. Через місяць дитинчата вже покидають гніздо. Вони починають годуватися самостійно, але криками дають знати про себе матері, підтримуючи з нею тісний контакт. Тривалість життя 15-20 років.

## Поведінка
Мешкає в посушливих лісах Західного Мадагаскару на висоті близько 700 м над рівнем моря. Веде нічний одиночний спосіб життя. Днем влаштовується на відпочинок в дуплі дерева. Харчується фруктами, квітами, комахами та їх виділеннями, павуками, жабами, хамелеонами й дрібними птахами. Це територіальні тварини, причому вони терпимо ставляться до порушення кордонів великих володінь і агресивні при обороні зони відпочинку. Кілька тварин сплять в одному дуплі або споруджують гнізда поблизу один від одного. 